# Djouori-Agnili
La Djouori-Agnili est un département de la province du Haut-Ogooué au Gabon. Sa préfecture est Bongoville.